# Izeda, Calvelhe e Paradinha Nova
Izeda, Calvelhe e Paradinha Nova (Officiellement: União das Freguesias de Izeda, Calvelhe e Paradinha Nova) est une freguesia portugaise du concelho de Bragance avec une superficie de 72,67 km2 pour une densité de population de 16,7 hab/km2 avec 1 212 habitants en 2011.

## Histoire
Elle fut constituée en 2013, dans le cadre d'une réforme administrative nationale, par la fusion entre les deux anciennes freguesias de Izeda, de Calvelhe et de Paradinha Nova.

## Demographie
| Freguesia actuelle | Freguesia actuelle               | Freguesia actuelle | Freguesia actuelle | Anciennes freguesias | Anciennes freguesias | Anciennes freguesias | Anciennes freguesias |
| Blason             | Freguesia                        | Population         | Superficie(km2)    | Blason               | Freguesia            | Population(2011)     | Superficie(km2)      |
| ------------------ | -------------------------------- | ------------------ | ------------------ | -------------------- | -------------------- | -------------------- | -------------------- |
|                    | Izeda, Calvelhe e Paradinha Nova | 1 212              | 72,67              |                      | Izeda                | 1 006                | 34,13                |
|                    | Izeda, Calvelhe e Paradinha Nova | 1 212              | 72,67              | Calvelhe             | 97                   | 22,59                |                      |
|                    | Izeda, Calvelhe e Paradinha Nova | 1 212              | 72,67              | Paradinha Nova       | 109                  | 15,95                |                      |